# Piotr Ignatowicz
Piotr Ignatowicz (ur. 7 lutego 1975 w Stargardzie) – polski koszykarz i trener koszykarski. Wychowanek Spójni Stargard Szczeciński.
Jest byłym trenerem Rosy Radom, w której zakończył karierę zawodniczą (23 stycznia 2010) podczas meczu z mistrzem Polski Asseco Prokomem Gdynia. W  latach 2011-2012 pracował z trzecioligowym klubem KS Basket Piła. W 2012 prowadził KK Gryf Goleniów. Od 2013 do 2014 asystentem trenera w AZS Koszalin. Następnie pełnił tę samą funkcję w Turowie Zgorzelec, a od sezonu 2015/2016 został pierwszym trenerem zgorzeleckiego klubu.

## Osiągnięcia
Na podstawie, o ile nie zaznaczono inaczej.
Zawodnicze
- Wicemistrz Polski (1997)
- Uczestnik rozgrywek:
  - Pucharu Koracia (1996–1998)
  - FIBA EuroCup Challenge (2002/03, 2004/05)

Trenerskie
- Wicemistrz Polski jako asystent trenera (2015)
- Zdobywca Superpucharu Polski jako asystent trenera (2014)
- Awans do I ligi z Rosą Radom (2010)